# لویی-شارل مارتی
لویی-شارل مارتی (به فرانسوی: Louis-Charles Marty) ژیمناست زادهٔ ۳۰ دسامبر ۱۸۹۱ میلادی اهل کشور فرانسه است.